# تاخمينا إيكروموفا
تاخمينا إيكروموفا (من مواليد 6 أغسطس 2004) هي لاعبة جمباز إيقاعي أوزبكستانية حصلت على الميدالية الذهبية في الألعاب الآسيوية في الجمباز الفردي وفي حدث الفريق، كما أنها حصلت على الميدالية الذهبية شاملة مرتين في بطولة آسيا للجمباز الإيقاعي عامي 2022 و2023. شاركت في دورة الألعاب الأولمبية الصيفية 2024 في حدث الجمباز الإيقاعي الفردي للسيدات، حلت في جولة التصفيات في المركز الرابع عشر ولم تتمكن من التقدم إلى النهائي.